# شان دیواین
شان دیواین (انگلیسی: Sean Devine؛ زادهٔ ۶ سپتامبر ۱۹۷۲) بازیکن فوتبال اهل بریتانیا است.
از باشگاه‌هایی که در آن بازی کرده‌است می‌توان به باشگاه فوتبال ووکینگ، باشگاه فوتبال بروملی، باشگاه فوتبال اکستر سیتی، باشگاه فوتبال آنورتوسیس فاماگوستا، باشگاه فوتبال میلوال، باشگاه فوتبال بارنت، و باشگاه فوتبال وایکام واندررز اشاره کرد.
وی همچنین در تیم ملی فوتبال جمهوری ایرلند B بازی کرده‌است.